# Abu Nuwas
Abu-Nuwas Haçane ibne Hani Alhacami (756 — 814),a mais conhecido como Abu-Nuwas (em árabe: ابونواس); em persa: ابونواس, Abu Novas), foi um dos maiores poetas persas de língua árabe. Nascido na cidade de Avaz, no rã, de pai árabe e mãe persa, tornou-se um mestre de todos os gêneros contemporâneos de poesia árabe. Abu Nuwas entrou na tradição folclórica, aparecendo várias vezes no livro As Mil e uma Noites. Sua poesia sobre pederastia o coloca como o primeiro e um dos mais importantes poetas homossexuais do mundo islâmico.

## Primeiros anos e obra
Abu Nuwas nasceu de um pai árabe que ele nunca conheceu, Hani, que era um soldado do exército de Maruane II. Sua mãe persa, chamada Golban, trabalhou como tecelã. Biografias divergem sobre a data de nascimento de Abu Nuwas, variando de 747 a 762. Alguns dizem que ele nasceu em Baçorá, outros em Damasco[carece de fontes?], Busra[carece de fontes?], ou em Ahwaz. Seu nome era al-Hasan ibn Hani al-Hakami, sendo Abu Nuwas um apelido: Pai das mechas de cabelo se referiu às duas longas costeletas que desciam até seus ombros.
De origem modesta, não tinha vergonha disso e declarava: "Meu talento me serve de carta de nobreza." Seu avô paterno havia sido um escravo que foi libertado por um governador da província iraniana de Khorassan. Houvera recebido seu sobrenome do seu ex-senhor, como era o costume da época.
Quando Abu Nuwas ainda era criança, sua mãe o vendeu ao dono de uma mercearia de Baçorá, Saade Alaixira. Abu Nuwas migrou para Bagdá, possivelmente na companhia de Ualiba ibne Alubabe, e logo se tornou conhecido pela sua poesia espirituosa e bem-humorada, que não lida com temas tradicionais do deserto, mas com a vida urbana, os prazeres do vinho e bebidas (khamriyyat) e o humor irreverente (mujuniyyat). Seus trabalhos encomendados incluem poemas sobre a caça, o amor entre mulheres e homens jovens e panegíricos para seus clientes. Era famoso por sua ironia e sátira e dois dos seus temas preferidos eram a passividade sexual de homens e da intemperança sexual de mulheres. Apesar de sua celebração da liberdade sexual masculina, foi menos simpático quanto ao lesbianismo e muitas vezes ridicularizava o que percebia como desprovido de qualquer conteúdo. Gostava de chocar a sociedade escrevendo abertamente sobre coisas proibidas pelo Islão. Pode ter sido o primeiro poeta árabe a escrever sobre masturbação.[carece de fontes?]
Ismail ibne Nubacte disse sobre Abu Nuwas: "Eu nunca vi um homem de conhecimentos mais amplos do que Abu Nuwas, nem alguém que, com uma memória tão ricamente dotada, possuísse tão poucos livros. Após sua morte, pesquisamos a sua casa e só pudemos encontrar uma capa de livro contendo um caderno de papel, o qual continha uma coleção de expressões raras e observações gramaticais."[carece de fontes?]

## Exílio e prisão
Abu Nuwas foi forçado a fugir para o Egito por um tempo, depois que escrevera um poema elegíaco elogiando os Barmécidas, a poderosa família que tinha sido derrubada e massacrada pelo califa Harune Arraxide. Ele voltou a Bagdá em 809 após a morte de Harune Arraxide. A ascensão subsequente de Alamim, um filho de Harune Arraxide com vinte e dois anos de idade (e ex-aluno de Abu Nuwas) foi um grande golpe de sorte para Abu Nuwas. Na verdade, a maioria dos estudiosos acreditam que Abu Nuwas escreveu a maioria de seus poemas durante o reinado de Alamim. Seu trabalho mais famoso encomendado pelo rei foi um poema (um cássida) que ele compôs em louvor de Alamim.
"De acordo com os críticos de seu tempo, ele foi o maior poeta do Islã". escreveu F.F. Arbuthnot em Autores Árabes. Seu contemporâneo Abu Hatim al Mekki frequentemente dizia que os mais profundos significados dos pensamentos estavam escondidos no subsolo até Abu Nuwas desenterrá-los. No entanto, Abu Nuwas foi preso quando sua façanhas com embriaguez e libidinagem testaram até mesmo  a paciência de al-Amin. Amin foi finalmente deposto por seu irmão puritano, Almamune, que não tolerava Abu Nuwas.
Alguns relatos posteriores afirmam que o medo da prisão fez Abu Nuwas arrepender-se de seus velhos hábitos e tornar-se profundamente religioso, enquanto outros acreditam que seus poemas penitentes tardios eram escritos simplesmente na esperança de ganhar o perdão do califa. Dizia-se que Zonbor, secretário de al-Ma'mun enganou Abu Nuwas convencendo-o a escrever uma sátira contra Ali, o genro do Profeta, enquanto Nuwas estava bêbado. Zonbor então deliberadamente leu o poema em voz alta em público, e garantiu assim que Nuwas continuasse preso. Dependendo de qual biografia é consultada, Abu Nuwas ou morreu na prisão ou foi envenenado por Ismail ibne Abu Sal, ou ambos.

## Legado
Abu Nuwas é considerado um dos grandes da literatura árabe clássica. Ele influenciou muitos escritores posteriores, como por exemplo Omar Caiam e Hafez, ambos poetas persas, apenas para citar dois. Um caricatura hedonista de Abu Nuwas aparece em vários dos contos de As Mil e uma Noites. Entre seus poemas mais conhecidos estão aqueles que ridicularizam a nostalgia da "Velha Arábia" pela vida do beduíno e celebra entusiasticamente a moderna vida em Bagdá com um contraste vívido.
Sua liberdade de expressão especialmente em assuntos proibidos pelas normas islâmicas continuam a excitar os ânimos dos censores. Apesar de suas obras terem estado livremente em circulação até os primeiros anos do século XX, em 1932 ocorreu no Cairo a primeira censura moderna de seus trabalhos. Entretanto, em janeiro de 2001, o Ministério da Cultura do Egito ordenou a queima de cerca de 6000 livros de sua poesia homoerótica..
É considerado o mais importante da chamada "poesia nova" e o maior dos líricos árabes.

## Cultura suaíli
Na cultura suaíli do leste africano, o nome de Abu Nawas é muito popular como Abunuwasi. Nessa cultura, ele é relacionado a uma quantidade de histórias que de fora isso usam nomes como Nasreddin, Guba ou "o Mulá" na lenda popular e na literatura das sociedades islâmicas.

## Traduções para o inglês
- O Tribe That Loves Boys. Hakim Bey (Entimos Press / Abu Nuwas Society, 1993). Com um ensaio biográfico erudito sobre Abu Nuwas, fortemente baseado no verbete biográfico de Ewald Wagner na The Encyclopedia of Islam.
- Carousing with Gazelles, Homoerotic Songs of Old Baghdad. Dezessete poemas de Abu Nuwas traduzidos por Jaafar Abu Tarab.  (iUniverse, Inc., 2005).
- Jim Colville. Poems of Wine and Revelry: The Khamriyyat of Abu Nuwas. (Kegan Paul, 2005).